# Asparagus penicillatus
Asparagus penicillatus är en sparrisväxtart som beskrevs av Hiroshi Hara. Asparagus penicillatus ingår i släktet sparrisar, och familjen sparrisväxter. Inga underarter finns listade i Catalogue of Life.